# Подкурок
Подкурок — река в России, протекает в Ставропольском крае. Частично образует административную границу с Кабардино-Балкарией. Подкурок впадает в Куру справа. Длина реки составляет 31 км, площадь водосборного бассейна 156 км².

## Данные водного реестра
По данным государственного водного реестра России относится к Западно-Каспийскому бассейновому округу, водохозяйственный участок реки — Кума, речной подбассейн реки — подбассейн отсутствует. Речной бассейн реки — Бессточные районы междуречья Терека, Дона и Волги.
По данным геоинформационной системы водохозяйственного районирования территории РФ, подготовленной Федеральным агентством водных ресурсов:
- Код водного объекта в государственном водном реестре — 07010001212108200004296
- Код по гидрологической изученности (ГИ) — 108200429
- Код бассейна — 07.01.00.012
- Номер тома по ГИ — 08
- Выпуск по ГИ — 2